# Jana Holinková-Mičkovská
Jana Holinková-Mičkovská (15. června 1933 – ???) byla slovenská a československá politička Komunistické strany Československa a poúnorová poslankyně Národního shromáždění ČSR.

## Biografie
Do parlamentu byla zvolena roku 1954 jako nejmladší kandidátka ve věku 21 let. Od 15 let pracovala v Oděvních závodech Viliama Širokého v Trenčíně, kde absolvovala závodní školu práce a postupně přešla na vyšší posty. Působila v ROH i ČSM.
Ve volbách roku 1954 byla zvolena do Národního shromáždění ve volebním obvodu Trenčín I. Zvolena byla jako bezpartijní poslankyně, později v průběhu výkonu mandátu uváděna jako členka KSS. Původně do parlamentu nastupovala jako Jana Mičkovská, v červenci 1958 se provdala a jmenovala se pak Jana Holinková. V parlamentu setrvala až do konce funkčního období, tedy do voleb roku 1960. K roku 1954 se profesně uvádí jako kontrolorka Oděvních závodu Viliama Širokého v Trenčíně.